# Heatran
Heatran is een pokémon uit de Diamond and Pearl-serie. De pokémon heeft een lichaam gemaakt van magma, grote kaken, een zilveren helm op zijn kop en heeft vier poten. Heatran leeft in Stark Mountain, een vulkaan in de Sinnoh-regio.

## Ruilkaartenspel
Er bestaan zes standaard Heatran kaarten, waarvan vijf het type Fire als element hebben en één het type Metal. Een van de standaard kaarten met type Fire is enkel in Japan uitgebracht. Verder bestaat er nog één Heatran LV.X-kaart en één Heatran M-kaart (enkel in Japan). Deze twee hebben ook allebei het type Fire als element.

### Heatran (Pokémon Rumble 4)
Heatran (Japans: ヒードラン Heatran) is een Fire-type Basis Pokémonkaart. Het maakt deel uit van de Pokémon Rumble expansie. Hij heeft een HP van 110 en kent de aanval Heat Boiler.